# Lüder Reventlow
Lüder Reventlow (* um 1470; † um 1547) war ein deutscher Arzt und Astrologe.

## Leben und Wirken
Lüder Reventlow stammte aus dem ritterlichen Geschlecht Reventlow. Er war der Sohn eines gleichnamigen Vaters (bezeugt 1469) und der Merte oder Mette Breide, die eine Tochter von Hans Breide war, der 1450 noch lebte. Der Vater wohnte als Erbgesessener auf Gut Schalkendorf, das später im Gut Schmoel aufging. Er heiratete in zweiter Ehe auf Schrandisgard auf Sundewitt Erik Schrandi, die vor 1496 starb.
Die Ersterwähnung Reventlows datiert auf das Jahr 1488, in dem er für Herzog Friedrich I. arbeitete. 1492 schrieb er sich als „Luderus Reuenlowe de Oldenborch“ an der Universität Rostock ein. Weder Zeit noch Ort des Studienabschlusses sind bekannt. Er selbst nannte sich später „Ritter und Doctor“.
1498 gehörte Reventlow erneut zum Gefolge Friedrich auf dem Gottorfer Schloss. Kurz nach 1500 wechselte er an den Hof des römisch-deutschen Königs und späteren Kaisers Maximilian I. und arbeitete dort vermutlich als Arzt und Astrologe. Um 1510 kam er erneut nach Norddeutschland und wirkte als Leibarzt des Herzogs Friedrich. 1515 reiste er mit dem Herzog zur Vermählung König Christians II. nach Kopenhagen. Hier soll es zu einem Trinkgelage gekommen sein, während dessen Reventlow vorhersagte, dass der Herzog zum König gekrönt werden würde.
Um 1519 zog Reventlow von Gottorf nach England und lebte dort bis 1526. Er reiste über die Niederlande zurück, wo er Christian II. traf, der mittlerweile nicht mehr König war. Im Herbst 1527 lebte Reventlow in Hamburg. Dort trat er insbesondere durch gerichtliche Auseinandersetzungen in Erscheinung. Herzog Friedrich hatte ihn 1510 mit dem Schauenburger Hof in Hamburg belehnt. Während seiner Zeit in England hatte man ihm dieses Lehen entzogen. Reventlow klagte daher vor einem Gericht in Hamburg, bekam das Anwesen aber wahrscheinlich erst 1542 zurück. Darüber hinaus wollte er Erbansprüche auf die Güter Kaden und Gaarz geltend machen, scheiterte aber mit seinen Klagen.
1533/34 hielt sich Reventlow, vermutlich im Auftrag König Christians III., in Dänemark auf. 1538 erdolchte er, wahrscheinlich während eines Duells, einen Mann. Dies soll sich „to dem Altona“ zugetragen haben. Es handelte sich um eine der ersten urkundlichen Nennungen der Stadt Altona.
1544 lebte Reventlow in Lübeck. 1545 gab ihm König Christian III. den Hof Hvidovre als Lehen. Das Lehen war mit der Bedingung verbunden, dass Reventlow sich dort niederlassen solle. Er lebte jedoch seit 1545 am Hof von Kaiser Karl V. und blieb dort auch. Im Januar 1547 erhielt er daher einen Brief, der ihn auf seine Verpflichtungen hinwies. Das weitere Leben Reventlows ist nicht dokumentiert. Er starb unverheiratet.

## Historische Einordnung
Reventlow führte ein unstetes Leben und verband Medizin mit Astrologie. Er war somit ein typischer Gelehrter in der Zeit zwischen dem Mittelalter und der Renaissance. Er genoss an den Höfen, an denen er lebte, hohes Ansehen. Sein Ruhm gründete wahrscheinlich nicht auf seinen medizinischen Fertigkeiten, sondern auf seinen astrologischen Prognosen. Neben der Inthronisierung Herzog Friedrichs soll er auch den Ausgang des Schmalkaldischen Krieges vorausgesagt haben.